# Wally Dallenbach
Wally Dallenbach (East Brunswick (New Jersey), 12 december 1936 – Browns Mills (New Jersey), 29 april 2024) was een Amerikaans autocoureur. 

## Carrière
Dallenbach begon zijn autosportcarrière met dragraces en stockcar-races. In 1965 ging hij rijden in het USAC Championship Car kampioenschap, de voorloper van de Champ Car series. In 1973 won hij drie races en werd vice-kampioen dat jaar. Hij won nog een race in 1975 en in 1977. Hij reed zijn laatste seizoen in 1979 toen de Champ Car series voor het eerst werd georganiseerd en werd negende in de eindstand. Dallenbach won in zijn formuleracingcarrière vijf races, werd acht keer tweede en veertien keer derde in een race. Hij vertrok één keer van op poleposition. Zijn zoon Wally Dallenbach Junior is een voormalig NASCAR coureur.
Dallenbach overleed op 29 april 2024 op 87-jarige leeftijd.

### Resultaten
United States Automobile Club resultaten (aantal gereden races, aantal maal in de top 5 van een race, eindpositie kampioenschap en punten)
| Jaar | Races | 1ste | 2de | 3de | 4de | 5de | Rank | Ptn  |
| ---- | ----- | ---- | --- | --- | --- | --- | ---- | ---- |
| 1965 | 2     | -    | -   | -   | -   | -   | 37   | 80   |
| 1966 | 4     | -    | -   | -   | -   | -   | 50   | 40   |
| 1967 | 16    | -    | -   | -   | 1   | 1   | 21   | 410  |
| 1968 | 19    | -    | -   | 2   | 1   | 1   | 16   | 960  |
| 1969 | 15    | -    | 2   | 2   | -   | 2   | 6    | 1795 |
| 1970 | 11    | -    | -   | -   | 1   | 1   | 18   | 620  |
| 1971 | 10    | -    | 1   | -   | 3   | -   | 10   | 1220 |
| 1972 | 8     | -    | 1   | -   | -   | -   | 13   | 720  |
| 1973 | 11    | 3    | 1   | 1   | 1   | -   | 2    | 2620 |
| 1974 | 13    | -    | -   | 2   | -   | -   | 9    | 1445 |
| 1975 | 12    | 1    | 1   | -   | 2   | 2   | 4    | 2305 |
| 1976 | 13    | -    | 1   | 2   | 4   | -   | 3    | 3115 |
| 1977 | 14    | 1    | -   | 3   | 2   | -   | 6    | 2635 |
| 1978 | 18    | -    | -   | 2   | 3   | 2   | 6    | 2966 |

Champ Car resultaten (aantal gereden races, aantal maal in de top 5 van een race, eindpositie kampioenschap en punten)
| Jaar | Races | 1ste | 2de | 3de | 4de | 5de | Rank | Ptn  |
| ---- | ----- | ---- | --- | --- | --- | --- | ---- | ---- |
| 1979 | 14    | -    | 1   | -   | 3   | 1   | 9    | 1149 |